# Shuto Inaba
Shuto Inaba (稲葉 修土 Inaba Shuto?), född 29 juni 1993 i Osaka prefektur, är en japansk fotbollsspelare.
Inaba började sin karriär 2016 i Albirex Niigata Singapore. Han spelade 45 ligamatcher för klubben. 2018 flyttade han till Kataller Toyama.